# Freerice
프리라이스(Freerice)는 광고가 지원되는 부분 유료화 웹사이트로 여러 퀴즈를 품으로써 사용자들의 기부를 가능하게 하는 웹사이트다. 사용자들이 맞추는 문제마다 10 그레인(0.65g)의 쌀이 세계식량계획을 통해 기부된다.
문제의 카테고리는 영어 어휘, 곱셈, 대수학준비, 화학기호(초급과 중급), 영어 문법, SAT, 인체 해부학, 지리학(나라의 국기, 수도, 랜드마크), 미술작품, 문학, 인용구와 세계기아로 구성되어있다. 개인의 적립된 쌀은 홈페이지에 순위별로 표시된다.

## 역사
2007년 10월 7일, 830그레인의 쌀이 처음으로 프리라이스를 통해 기부됐다. 사이트는 John Breen이란 컴퓨터 프로그래머가 그의 아들의 SAT공부를 도와주려고 만들었다. 그 당시 프리라이스는 “Freerice”가 아닌 “FreeRice”였다. 2007년 11월, 세계식량계획은 “Feed a child on Thanksgiving”이란 캠페인을 시작해 인터넷 유저들로 하여금 게임을 기아 해결에 기여하도록 장려했다. 이 기간엔 한 문제를 맞출 때마다 20 그레인의 쌀이 기부되었다.
2009년 3월, John Breen은 프리라이스 웹사이트를 세계식량계획에 기부했다.

### 프리라이스 2.0
2010년 9월, 세계식량계획은 새로운 버전의 프리라이스 서비스를 시작했다. 새로운 버전에서는 SNS, 그룹, 순위 등의 새로운 기능이 추가되었다. 이 때부터 프리라이스의 정식 명칙은 “FreeRice”에서 “Freerice”로 바뀌었다.

### 다른 나라로의 확대
2011년 프리라이스는 스페인, 프랑스, 이탈리아, 중국, 한국에서 서비스를 시작했고, 사람들은 자국의 언어로 프리라이스를 할 수 있게 되었다. 프리라이스 중국과 한국은 현재 사용이 불가능하다.
저거 거짓말!
한국도 가능합니다.

## 그룹
웹사이트는 그룹을 만들어 프리라이스를 할 수 있게 되어있다. 점수판에는 가장 높은 점수가 표시된다.

## 서비스의 지속
프리라이스를 후원하는 회사들의 광고가 문제를 풀 때마다 하단에 표시된다. 후원금이 있어, 프리라이스를 통해 기부되는 금액은 프리라이스에 사용되지 않고 모두 기부된다. 사이트를 운영하는 비용은 세계식량계획에서 담당한다.
프리라이스는 주로 방글라데시, 캄포디아, 부탄, 우간다, 네팔에게 가장 많은 쌀을 전달했지만, 현재는 전세계로 쌀을 전달하고 있다. 아이티의 지진 이후, 60억 그래인(390톤)의 쌀이 아이티에게 전달되었다. John Breen은 $213,000을 사이트에 기부하였고, 사람들이 사이트를 방문하도록 홍보하였다.

## 효과
서비스 시작 10달만에, 프리라이스를 통해 420억 그레인의 쌀이 기부되었다. 바이러스성 마케팅 이후 한달 만에 10억 그레인의 쌀이 기부되었는데, 세계식량계획은 50,000명의 사람들이 하루 동안 먹을 수 있는 양이라고 밝혔다.한 사람이 평균적으로 400g의 쌀을 하루 동안 섭취한다고 가정했을 때, 2008년에는 6,000의 사람들이 1년 동안 먹을 수 있는 양이 쌀이 기부되었다.2013년에는 사람들이 하루에 2끼씩 먹는다면 1000만명의 사람이 1년동안 먹을 수 있는 양의 쌀을 기부하였다.

## 상장
- Digital Communications Award 2011 – Best Corporate Game
- TIME Magazine – 50 Best Websites 2011 보관됨 2013-06-27 - 웨이백 머신
- 15th Annual Webby Awards – Honoree
- 2010 Parent's Choice Awards – Online Learning
- TIME Magazine – 50 Best Websites 2008 보관됨 2013-06-27 - 웨이백 머신
- Yahoo! Pick of the Year 2007 – Charity Category – Winner[1]

## 월별집계
| 2007년      | 2007년                       | 2007년                   |
| Month       | 1개월 동안 기부된 쌀(그레인) | 누적된 기부된 쌀(그레인) |
| ----------- | ---------------------------- | ------------------------ |
| 2007년 10월 | 537,163,380                  | 537,163,380              |
| 2007년 11월 | 4,768,969,790                | 5,306,133,170            |
| 2007년 12월 | 6,948,988,060                | 12,255,121,230           |

| 2008년      | 2008년                       | 2008년                   |
| Month       | 1개월 동안 기부된 쌀(그레인) | 누적된 기부된 쌀(그레인) |
| ----------- | ---------------------------- | ------------------------ |
| 2008년 1월  | 4,551,581,980                | 16,806,703,210           |
| 2008년 2월  | 3,893,361,180                | 20,700,064,390           |
| 2008년 3월  | 4,109,191,320                | 24,809,255,710           |
| 2008년 4월  | 5,614,647,060                | 30,423,902,770           |
| 2008년 5월  | 4,657,641,260                | 35,081,544,030           |
| 2008년 6월  | 3,043,677,360                | 38,125,221,390           |
| 2008년 7월  | 2,046,077,880                | 40,171,299,270           |
| 2008년 8월  | 1,918,976,960                | 42,090,276,230           |
| 2008년 9월  | 3,149,870,660                | 45,240,146,890           |
| 2008년 10월 | 3,739,408,120                | 48,979,555,010           |
| 2008년 11월 | 3,678,546,760                | 52,658,101,770           |
| 2008년 12월 | 3,539,642,160                | 56,197,743,930           |

| 2009년      | 2009년                       | 2009년                   |
| Month       | 1개월 동안 기부된 쌀(그레인) | 누적된 기부된 쌀(그레인) |
| ----------- | ---------------------------- | ------------------------ |
| 2009년 1월  | 2,416,239,520                | 58,613,983,450           |
| 2009년 2월  | 1,663,509,530                | 60,277,492,980           |
| 2009년 3월  | 1,830,287,650                | 62,107,780,630           |
| 2009년 4월  | 1,478,963,720                | 63,586,744,350           |
| 2009년 5월  | 1,403,545,670                | 64,990,290,020           |
| 2009년 6월  | 929,906,500                  | 65,920,196,520           |
| 2009년 7월  | 652,730,310                  | 66,572,926,830           |
| 2009년 8월  | 787,320,460                  | 67,360,247,290           |
| 2009년 9월  | 1,310,200,000                | 68,670,447,290           |
| 2009년 10월 | 1,611,699,490                | 70,282,146,780           |
| 2009년 11월 | 1,426,271,040                | 71,708,417,820           |
| 2009년 12월 | 1,262,727,060                | 72,971,144,880           |

| 2010년      | 2010년                        | 2010년                        |
| Month       | 1개월 동안 기부된 쌀(그레인)  | 누적된 기부된 쌀(그레인)      |
| ----------- | ----------------------------- | ----------------------------- |
| 2010년 1월  | 1,451,006,720                 | 74,422,151,600                |
| 2010년 2월  | 1,281,469,630                 | 75,703,621,230                |
| 2010년 3월  | 1,474,236,720                 | 77,177,857,950                |
| 2010년 4월  | 1,257,599,650                 | 78,435,457,600                |
| 2010년 5월  | 1,273,109,000 (+1,410)*       | 78,562,768,500 (+1,410)       |
| 2010년 6월  | 690,482,290 (+5,800)*         | 79,253,250,790 (+7,210)       |
| 2010년 7월  | 441,562,950 (+20,430)*        | 80,840,611,840 (+27,640)      |
| 2010년 8월  | 605,922,360 (+18,155,100)*    | 81,446,534,200 (+18,182,740)  |
| 2010년 9월  | 671,694,660 (+476,215,490)*   | 82,118,228,860 (+494,398,230) |
| 2010년 10월 | 1,240,673,400 (+476,215,490)* | 83,853,300,490                |
| 2010년 11월 | 1,210,463,170                 | 85,063,763,660                |
| 2010년 12월 | 1,106,244,500                 | 86,170,008,160                |
|             |                               |                               |

| 2011년      | 2011년                       | 2011년                   |
| Month       | 1개월 동안 기부된 쌀(그레인) | 누적된 기부된 쌀(그레인) |
| ----------- | ---------------------------- | ------------------------ |
| 2011년 1월  | 1,081,862,010                | 87,251,870,170           |
| 2011년 2월  | 1,145,741,650                | 88,397,611,820           |
| 2011년 3월  | 1,191,406,110                | 89,589,017,930           |
| 2011년 4월  | 1,287,749,600                | 90,876,767,530           |
| 2011년 5월  | 1,182,438,930                | 92,059,206,460           |
| 2011년 6월  | 680,929,280                  | 92,740,135,740           |
| 2011년 7월  | 308,028,170                  | 93,048,163,910           |
| 2011년 8월  | 227,231,370                  | 93,275,395,280           |
| 2011년 9월  | 235,987,700                  | 93,511,382,980           |
| 2011년 10월 | 260,421,860                  | 93,771,804,840           |
| 2011년 11월 | 289,236,090                  | 94,061,040,930           |
| 2011년 12월 | 327,062,030                  | 94,388,102,960           |

| 2012년      | 2012년                       | 2012년                   |
| Month       | 1개월 동안 기부된 쌀(그레인) | 누적된 기부된 쌀(그레인) |
| ----------- | ---------------------------- | ------------------------ |
| 2012년 1월  | 274,112,160                  | 94,662,215,120           |
| 2012년 2월  | 337,506,130                  | 94,999,721,250           |
| 2012년 3월  | 344,204,120                  | 95,343,925,370           |
| 2012년 4월  | 294,483,280                  | 95,638,408,650           |
| 2012년 5월  | 283,503,640                  | 95,921,912,290           |
| 2012년 6월  | 201,249,150                  | 96,123,161,440           |
| 2012년 7월  | 182,698,120                  | 96,305,859,560           |
| 2012년 8월  | 204,043,950                  | 96,509,903,510           |
| 2012년 9월  | 240,385,730                  | 96,750,289,240           |
| 2012년 10월 | 274,684,080                  | 97,024,973,320           |
| 2012년 11월 | 417,906,820                  | 97,442,880,140           |
| 2012년 12월 | 296,621,316                  | 97,739,501,456           |

| 2013년                       | 2013년                       | 2013년                   |
| Month                        | 1개월 동안 기부된 쌀(그레인) | 누적된 기부된 쌀(그레인) |
| ---------------------------- | ---------------------------- | ------------------------ |
| January 2013                 | 349,662,210                  | 98,089,163,666           |
| 2013년 2월                   | 266,649,290                  | 98,355,812,956           |
| 2013년 3월                   | 319,206,710                  | 98,675,019,666           |
| 2013년 4월                   | 459,399,440                  | 99,134,419,106           |
| 2013년 5월                   | 310,023,720                  | 99,444,442,826           |
| 2013년 6월                   | 195,811,600                  | 99,640,254,426           |
| 2013년 7월                   | 193,237,430                  | 99,833,491,856           |
| 2013년 8월                   | 389,972,410                  | 100,223,464,266          |
| 2013년 9월                   | 370,885,840                  | 100,594,350,106          |
| 2013년 10월 1–24일, 2013     | 159,365,960                  | 100,753,716,066          |
| 2013년 10월 25일 - 12월 31일 | 429,088,550                  | 101,182,804,616          |

| 2014년      | 2014년                       | 2014년                   |
| Month       | 1개월 동안 기부된 쌀(그레인) | 누적된 기부된 쌀(그레인) |
| ----------- | ---------------------------- | ------------------------ |
| 2014년 1월  | 349,662,210                  | 101,415,929,916          |
| 2014년 2월  | 241,367,520                  | 101,657,297,436          |
| 2014년 3월  | 219,342,840                  | 101,876,640,276          |
| 2014년 4월  | 216,473,200                  | 102,093,113,476          |
| 2014년 5월  | 191,988,980                  | 102,285,102,456          |
| 2014년 6월  | 252,428,280                  | 102,537,530,736          |
| 2014년 7월  | 145,472,000                  | 102,683,002,736          |
| 2014년 8월  | 136,309,740                  | 102,819,312,476          |
| 2014년 9월  |                              |                          |
| 2014년 10월 |                              |                          |
| 2014년 11월 |                              |                          |
| 2014년 12월 |                              |                          |

합계: 102,819,312,476